# 八五五农场
八五五农场是一个位于中华人民共和国黑龙江省鸡西市密山市的农场，亦是黑龙江省农垦牡丹江管理局所属的一个农场。
八五五农场始建于1955年10月，原名金沙农场。1956年12月，划归中国人民解放军铁道兵农垦局管辖。1959年4月，改为八五五农场，隶属牡丹江管理局。1968年6月，组建黑龙江生产建设兵团，编为第四师四十一团。1976年2月，撤销生产建设兵团，改名为“金沙农场”，1979年恢复为八五五农场。地处完达山南麓丘陵地带，与密山市、七台河市、宝清县毗邻，总面积514.43平方公里，总人口1.4万人。

## 行政区划
八五五农场下辖以下单位：
八五五场直社区、八五五农场第一管理区、八五五农场第二管理区、八五五农场第三管理区、八五五农场第四管理区、八五五农场第五管理区和八五五农场第六管理区。